# Nolletia ciliaris
Nolletia ciliaris là một loài thực vật có hoa trong họ Cúc. Loài này được (DC.) Steetz mô tả khoa học đầu tiên.